# Mikuszowice
Mikuszowice (niem. Ni(c)kelsdorf, czes. Mikušovice) – dzielnica zwyczajowa Bielska-Białej położona w południowej części miasta, w Bramie Wilkowickiej, u podnóża Beskidu Śląskiego (Kozia Góra, Równia, Górna Równia) i Beskidu Małego (Łysa Góra). Dzieli się na Mikuszowice Śląskie i Mikuszowice Krakowskie, granica między nimi przebiega na rzece Białej. Obie części zostały włączone w skład Bielska-Białej z dniem 1 stycznia 1969, wcześniej stanowiły odrębne miejscowości – Mikuszowice Krakowskie zawsze jako wieś, natomiast Mikuszowice Śląskie jako wieś, a następnie w latach 1958–1968 jako osiedle typu miejskiego. Przeważa tu rozproszona zabudowa mieszkalna. Na terenie Mikuszowic Śląskich znajduje się kampus Uniwersytetu Bielsko-Bialskiego oraz Bielskie Błonia, a Mikuszowice Krakowskie znane są z zabytkowego drewnianego kościoła św. Barbary. Osiedle administracyjne Mikuszowice Krakowskie odpowiada historycznym granicom miejscowości, do osiedla Mikuszowice Śląskie należy ponadto niemal cała Olszówka i rozległe obszary górskie, będące historycznie oraz w podziale katastralnym częścią Kamienicy i Bystrej.

## Położenie
Granice obrębów ewidencyjnych tożsamych z granicami dawnych wsi wyznaczają:
- na północy – ulica Olszówka (między skrzyżowaniem z ulicą Filatelistów a nr 10) i potok Olszówka (od budynku przy ulicy Olszówka 10 do mostu w ciągu ulicy Bystrzańskiej), ulica Piaskowa, linia przecinająca przystanek kolejowy Bielsko-Biała Leszczyny jest podzielony i ulica Wczasowa – granica z Olszówką Dolną i Leszczynami (obręb ewidencyjny Lipnik)
- na zachodzie – nieregularna linia u podnóża terenów górskich w pobliżu ulicy Modrej i Przedwiośnie, ulica Pocztowa i (od wysokości nr 27 na ulicy Pocztowej na północ) nieregularna linia przecinająca Cygański Las – granica z Olszówką Dolną i obrębem Bystra Śląska

- na południu – granica administracyjna Bielska-Białej z Bystrą i Wilkowicami
- na wschodzie – linia przebiegająca wschodnimi zboczami Łysej Góry od granicy miasta do wysokości ulicy Wczasowej – granica ze Straconką

Mikuszowice Śląskie od Mikuszowic Krakowskich oddziela rzeka Biała. 
Zgodnie z obowiązującym od 2002 podziałem na osiedla (jednostki pomocnicze gminy) Mikuszowice Krakowskie wchodzą w skład osiedla o tej samej nazwie, którego granice są – z niewielkimi odchyleniami na poziomie pojedynczych parcel – tożsame z granicami obrębu ewidencyjnego i dawnej wsi.
Osiedle Mikuszowice Śląskie obejmuje natomiast całą dawną miejscowość (obręb), a także:
- cały obręb Bystra Śląska (część wsi Bystra włączoną w skład miasta w 1990)
- całą Olszówkę Dolną
- niemal całą Olszówkę Górną (z wyjątkiem niewielkiego obszaru po północnej stronie alei Armii Krajowej w rejonie ZIAD i hali widowiskowo-sportowej)

- tereny górskie w południowo-wschodniej części obrębu Kamienica aż po szlak turystyczny na Szyndzielnię (sam szczyt leży na pograniczu osiedli Mikuszowice Śląskie i Wapienica)
- część obrębu Kamienica na południe od alei Armii Krajowej i ulicy Pokoju ze Szpitalem Wojewódzkim

## Historia
Pierwsze wzmianki o Mikuszowicach są tożsame z pierwszymi wzmiankami o Bielsku. Około 1300 roku wzmiankowana jest villa Nikolai (dokument Mieszka cieszyńskiego bez daty). Pochodzi z dnia 3 czerwca 1312 i dotyczy darowania wiernym mieszczanom bielskim przez księcia Mieszka „niewyrąbanego lasu przy Mikuszowicach” (jego pozostałością jest dzisiejszy Cygański Las). Najstarsza i niedawno odkryta nazwa miejscowości łączy nazwę miejscowości raczej z polską wersją nazwy Mikołaj, jednak późniejsze brzmią Nickelstorff (1312) i Nicklosdorff (1413), wyprowadzone wyraźnie od niemieckiej formy imienia Mikołaj (nie występująca w języku polskim końcówka -el), co nakierowało większość historyków na hipotezę, że od początku była zamieszkiwana przez osadników niemieckich. Prawdopodobnie rozkładała się ona od początku na obu brzegach Białej. Już w 1315, w związku z oddzieleniem księstwa oświęcimskiego od księstwa cieszyńskiego, doszło do podziału wioski na dwie części. Nazwa słowiańska pochodzi podobnie jak niemiecka od imienia Mikołaj (Nikolaus) i pojawia się po raz pierwszy w 1439 jako Micosschouicz oraz w odniesieniu do prawobrzeżnej części w 1457 (Mykluschowicze). Prawdopodobnie do pierwotnych osadników niemieckich dokooptowana została pod koniec średniowiecza ludność słowiańska (polska). Z czasem zaczęła ona dominować w prawobrzeżnych Mikuszowicach (proces stopniowej polonizacji trwał do XVIII wieku), podczas gdy lewobrzeżne pozostały częścią bielsko-bialskiej wyspy językowej.

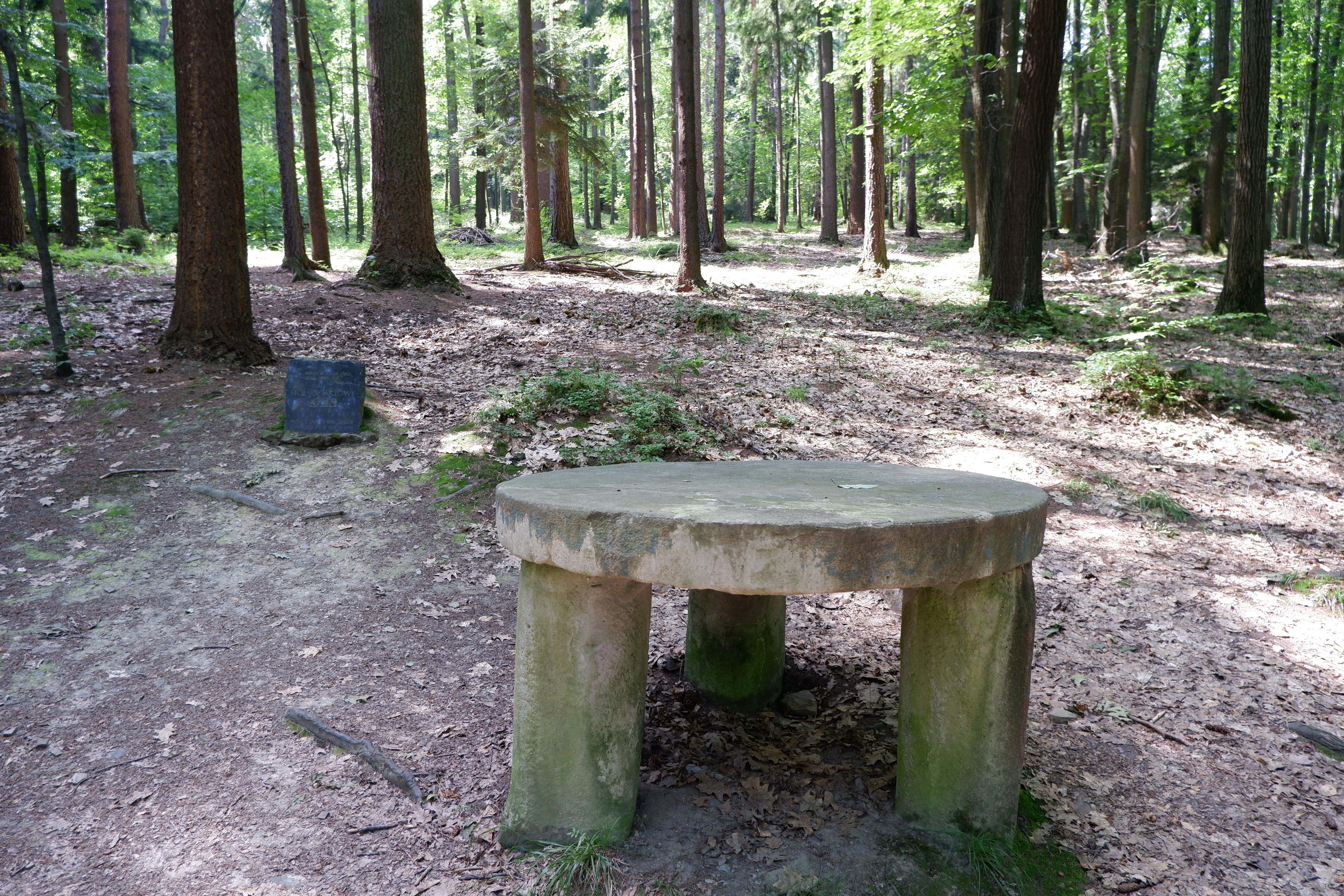
Stół ołtarzowy Jan upamiętniający jedno z miejsc organizowania tajnych nabożeństw ewangelickich w XVII wieku

Od momentu sprzedaży księstwa oświęcimskiego Kazimierzowi Jagiellończykowi w 1457 rzeka Biała stała się granicą między Koroną Czeską i Polską. Dwie części wsi znajdowały się w odrębnych bytach państwowych do czasu I rozbioru Polski (1772), by potem już razem być częścią monarchii Habsburgów, ale w dwóch różnych krajach koronnych – Śląsk Austriacki na lewym brzegu i Galicja na prawym brzegu. 23 lipca 1570 lewobrzeżne Mikuszowice (Śląskie) zostały sprzedane gminie miejskiej Bielsko. Stały się one wsią służebną, mieszczanie mieli prawo do korzystania z miejscowego folwarku, młyna, tartaku, pól uprawnych, lasów itd., mikuszowiczanie byli z kolei zobowiązani do uiszczania czynszów na rzecz miasta, wykonywania szarwarków, służby w domach mieszczańskich. Od czasu reformacji była to miejscowość protestancka i jeszcze w latach 20. XVIII wieku niemal wszyscy mieszkańcy wyznawali luteranizm. Jednak w 1771 proporcje wyglądały już inaczej: 110 ewangelików i 88 katolików, w 1847: 291 ewangelików i 117 katolików. W 1834 miejscowość liczyła 38 domów i 363 mieszkańców. Jako samodzielna gmina niezależna od Bielska Mikuszowice Śląskie ukonstytuowały się we wrześniu 1849, przy czym należała do niej również Olszówka Dolna.

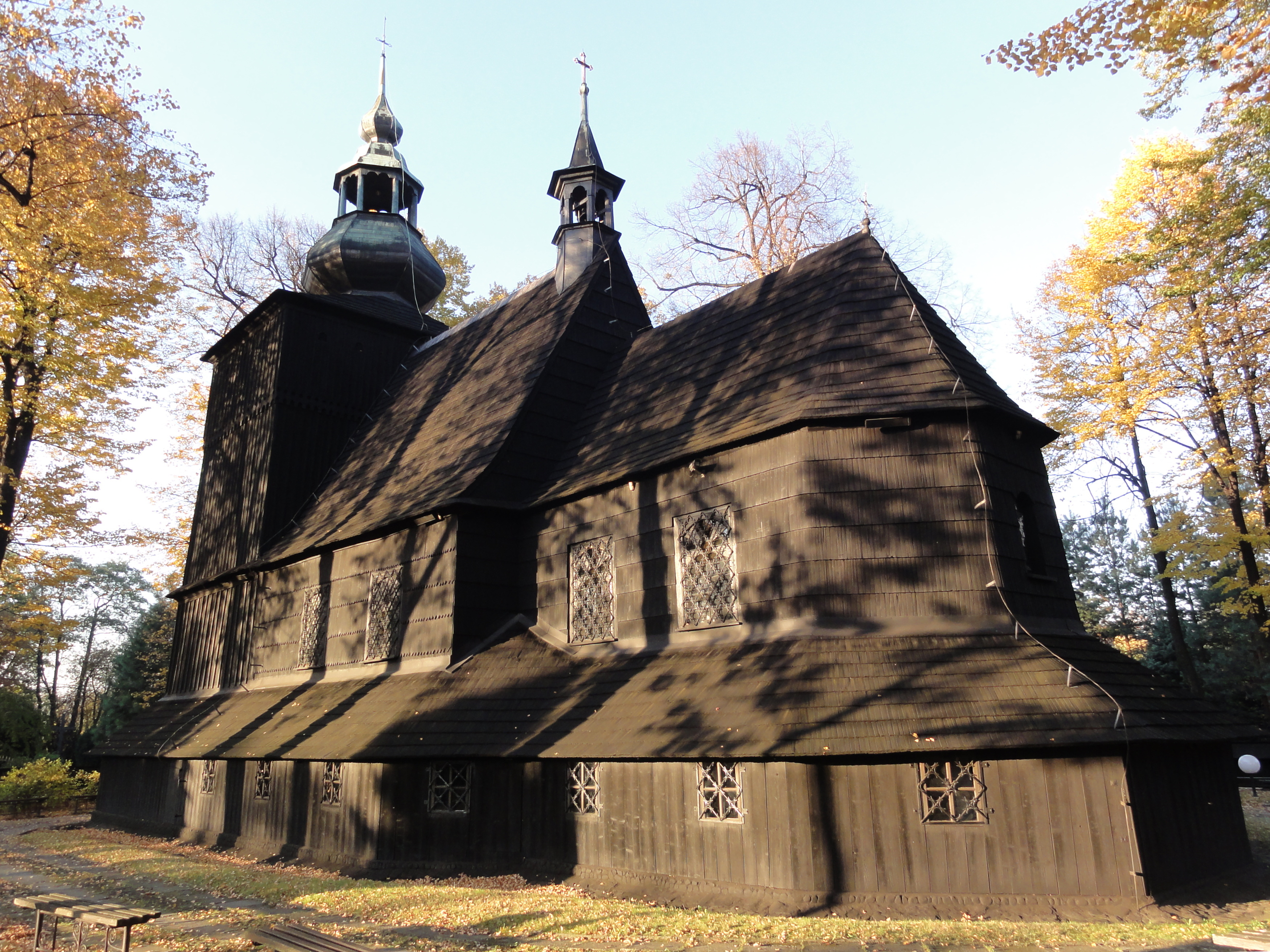
Kościół świętej Barbary

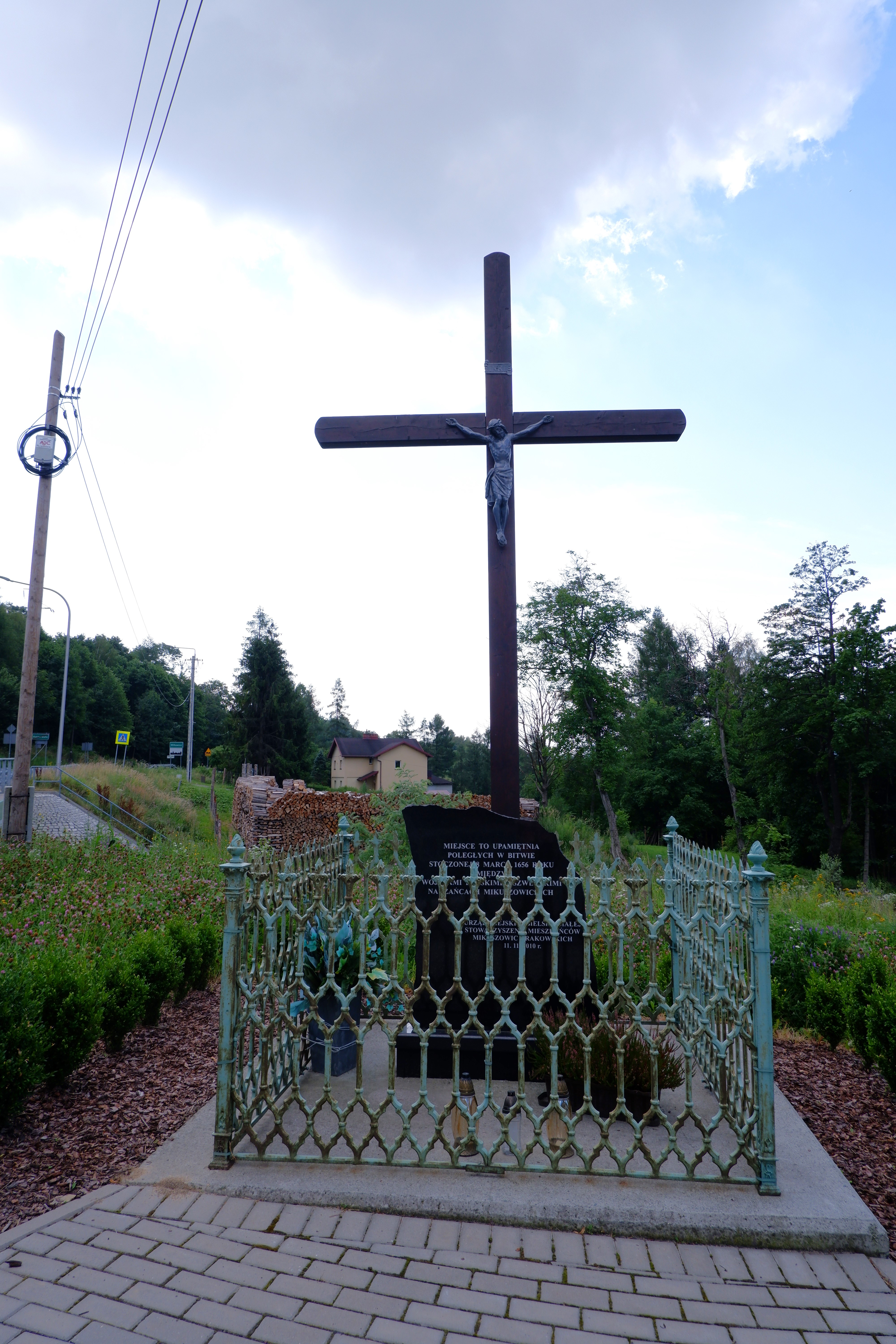
Krzyż upamiętniający bitwę ze Szwedami w 1656

Prawobrzeżne Mikuszowice (Krakowskie) były od XV wieku wsią szlachecką, która należała m.in. do rodu Komorowskich, Warszyckich, Kalinowskich i Borzęckich. Do najważniejszych wydarzeń w jej wczesnonowożytnych dziejach należy bitwa polsko-szwedzka stoczona na tutejszych szańcach dnia 8 marca 1656. W 1690 wzniesiony został (w miejscu starszego zniszczonego przez pożar) katolicki kościół św. Barbary, który dziś stanowi jeden z najważniejszych zabytków architektury drewnianej w regionie. Również po tej stronie rzeki żyło wtedy wielu luteran (faktyczna rekatolizacja miejscowości nastąpiła dopiero w XVIII wieku) i budowa świątyni była przedmiotem lokalnego sporu. Wielu mieszkańców parało się na przestrzeni XVII i XVIII wieku zbójnictwem. W 1697 pojmany został w Mikuszowicach Krakowskich ukrywający się tu Mateusz Klimczak, jeden z bardziej znanych beskidzkich zbójników, do którego nawiązuje legenda o Klimczoku. Ostatnia grupa zbójnicka Fabiana Gawlasa została zlikwidowana w 1795.
W 1841 Eduard Zipser założył w Mikuszowicach Krakowskich, nad samym brzegiem Białej, fabrykę sukna, która jest uznawana za pierwszy w okręgu bielsko-bialskim kompletny zakład włókienniczy, gdzie w jednym miejscu odbywał się pełen proces technologiczny od sortowania wełny poprzez przędzenie, tkanie i farbowanie do apretury. Około 1860 na bazie dawnego folusza Samuela Schüppelta powstała fabryka Roberta Zipsera, przejęta w 1883 przez spółkę Plutzar & Brüll. Fabryka Eduarda Zipsera dała początek późniejszym ZPW „Bewelana”, a zakłady Plutzar & Brüll – ZPW „Krepol”. 8 maja 1872 przed fabryką Eduarda Zipsera, wtedy kierowaną już przez jego syna Alexandra Johanna, doszło do krwawej pacyfikacji demonstracji robotniczej będącej jedną z odsłon pierwszego w dziejach okręgu bielsko-bialskiego nowoczesnego strajku; zginęły wtedy dwie osoby. Poza dwoma wspomnianymi kompleksami przemysłowymi obie części Mikuszowic miały nadal wiejski charakter, niemniej faktycznie przekształcały się w przedmieścia Bielska i Białej, gdzie duża część ludności zatrudniona była w przemyśle obu miast.

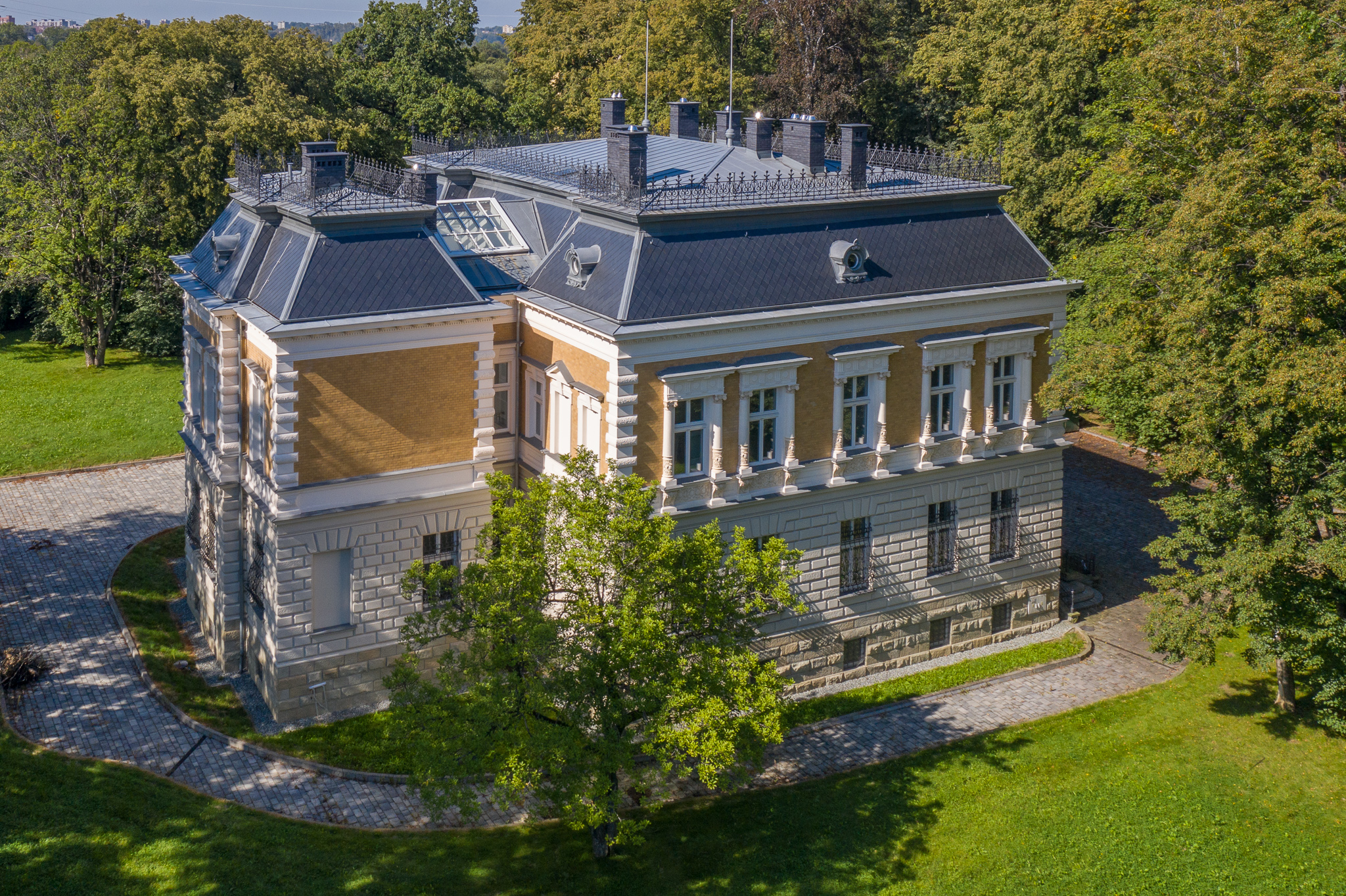
Pałacyk Zipsera

W latach 1818–1820 wytyczono tzw. szosę cesarską z Białej do Żywca – dzisiejszą ulicę Żywiecką – a w 1878 uruchomiono linię kolejową Bielsko–Żywiec przebiegającą przez Mikuszowice Krakowskie (choć przystanek na terenie wsi powstał dopiero w 1928). Od II połowy XIX wieku na pograniczu Mikuszowic i Olszówki, w rejonie Cygańskiego Lasu, zaczęła się rozwijać dzielnica willowa. Mikuszowice Śląskie stały się miejscowością letniskową, punktem wyjścia szlaków górskich. Na rok 1896 lub 1899 datowane są początki toru saneczkowego na stokach Koziej Góry, który później stał się profesjonalną areną sportową. W 1890 dla Eduarda Zipsera, wnuka założyciela pierwszej mikuszowickiej fabryki, powstał naprzeciwko niej, ale już na śląskim brzegu rzeki, neorenesansowy pałacyk wraz z założeniem parkowym. Na błoniach mikuszowickich urządzono w 1902 plac ćwiczeń kawalerii garnizonu bielskiego, zalążek poligonu istniejącego częściowo do dziś. 
W 1900 w Mikuszowicach Krakowskich mieszkało 1060 osób, w tym 92,1% polsko- i 7,9% niemieckojęzycznych; 94,1% katolików, pięciu żydów (0,4%) i 5,5% „innego wyznania” (zapewne ewangelickiego). Mikuszowice Śląskie (bez Olszówki) liczyły według danych z 1910 961 mieszkańców, w tym 76,9% niemiecko- i 23,1% polskojęzycznych; 68,4% katolików, 28,2% ewangelików, 3,2% żydów i dwie osoby (0,2%) jeszcze innego wyznania. Podczas reformy administracyjnej w 1934 Mikuszowice Krakowskie włączono w skład gminy Biała-wieś. W tym samym okresie pojawił się, niezrealizowany ostatecznie, postulat przyłączenia Mikuszowic Śląskich do Bielska. Według policyjnego spisu ludności z grudnia 1939 Mikuszowice Krakowskie (Nickelsdorf-Ost) liczyły 2050 mieszkańców, w przeważającej większości (98%) Polaków, natomiast Mikuszowice Śląskie (Nickelsdorf-West) 2511 mieszkańców o bardziej mieszanej strukturze: 59% Niemców (Reichsdeutsche + Volksdeutsche), 31% Polaków, 8% Ślązaków i 2% Żydów.
W czasie II wojny światowej powstał na terenie fabryki Zipsera w Mikuszowicach Krakowskich karny obóz pracy będący filią więzienia w Wadowicach. Po wojnie został przejęty przez władze polskie i do wiosny 1946 służył jako obóz przejściowy UB, gdzie umieszczano mieszkańców okolic Bielska i Białej narodowości niemieckiej czy też oskarżanych o współpracę z nazistami albo podziemiem antykomunistycznym przed dalszą zsyłką do Centralnego Obozu Pracy w Jaworznie czy na Zgodę. Przeszło przez niego około 800–1000 więźniów. Ciemną kartą lokalnej historii jest również przymusowe wysiedlenie mieszkańców Mikuszowic Krakowskich w dniach 17–18 marca 1945 na rozkaz sowieckich władz wojskowych. Wywiezieni do Białej i wsi położonych na północ od niej mogli do swoich w międzyczasie splądrowanych gospodarstw powrócić dopiero po miesiącu. Struktura etniczna Mikuszowic Śląskich uległa na skutek powojennych wypędzeń zasadniczej zmianie.

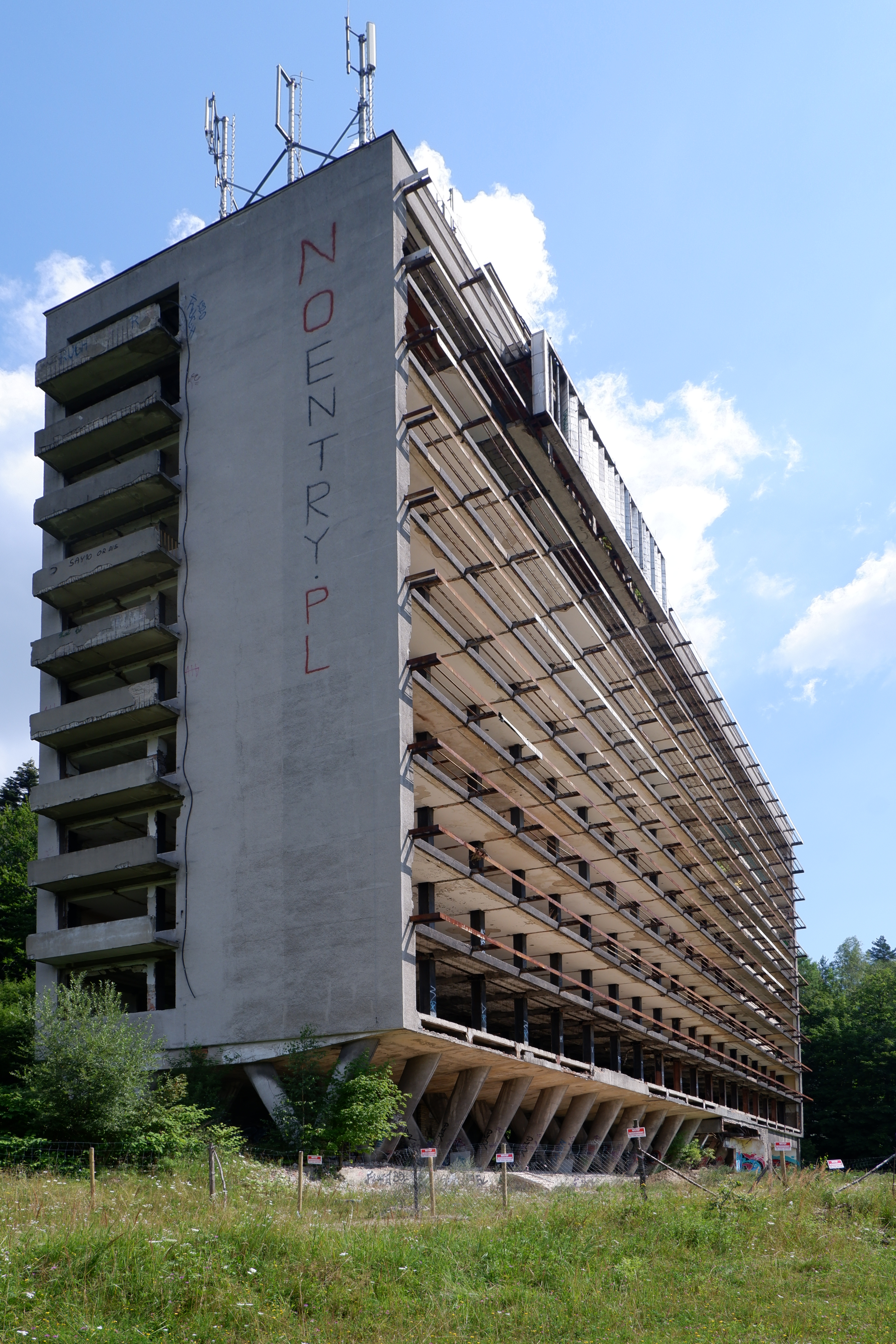
Widok na „Stalownik” współcześnie (2022)

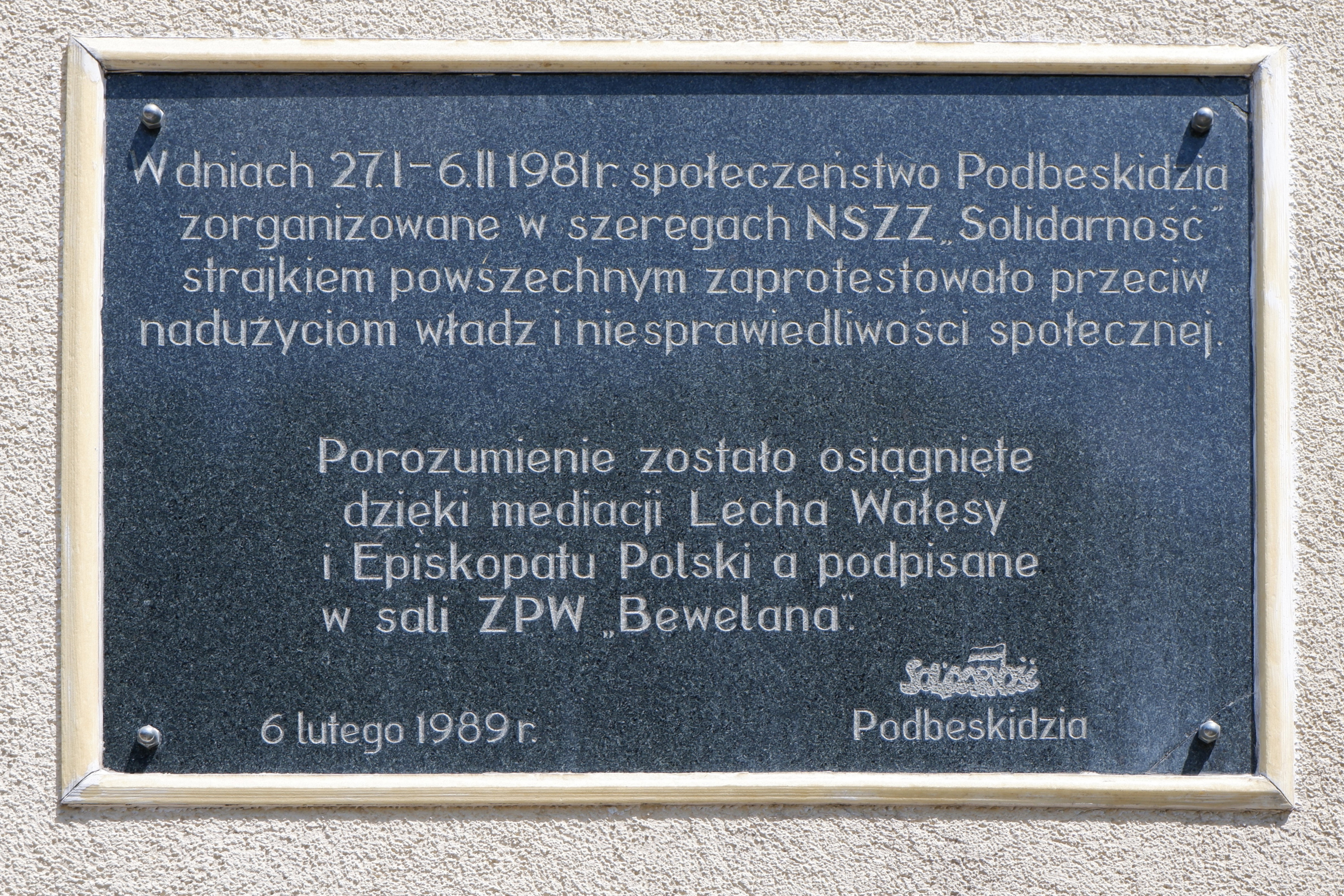
Tablica upamiętniająca strajk generalny 1981 na dawnym biurowcu „Bewelany”

Mikuszowice Krakowskie stanowiły część wiejskiej gminy Biała, następnie samodzielną gromadę. Mikuszowice Śląskie były nadal połączone z Olszówką Dolną, od 1945 do 1954 były siedzibą gminy zbiorowej, do której należała również Kamienica, następnie tworzyły gromadę, a w 1958 otrzymały status osiedla typu miejskiego. Obie miejscowości zostały włączone w granice Bielska-Białej z dniem 1 stycznia 1969. Nastąpił intensywny rozwój zabudowy jednorodzinnej. Do „Bewelany” i „Krepolu” dołączyły oddział E zakładów „Rytex” zlokalizowany przy dzisiejszej ulicy Kusia (później znany jako „Prospertex”), znacznie rozbudowany w latach 70.. „Bewelana” zapisała się w historii jako główna arena strajku generalnego podbeskidzkiej „Solidarności” w styczniu i lutym 1981.
Żaden z mikuszowickich zakładów włókienniczych nie przetrwał transformacji ustrojowej: „Bewelana” upadła w 1993, „Krepol” w 2001, a „Prospertex” w 2002. Hale tego ostatniego zostały zaadaptowane dla przemysłu innego typu (GE Power Controls, Wawrzaszek ISS), natomiast zabudowania „Bewelany” i „Krepolu” służą przede wszystkim działalności handlowo-usługowej; ponadto w biurowcu „Bewelany” mieści się od 1996 urząd skarbowy. U podnóża Łysej Góry wybudowano w latach 1960–1967 sanatorium przecwigruźlicze dla hutników, od 1982 pod nazwą Specjalistyczny Szpital Miejski „Stalownik”. Funkcjonował do 2001, od tego czasu stanowi opuszczoną ruinę.

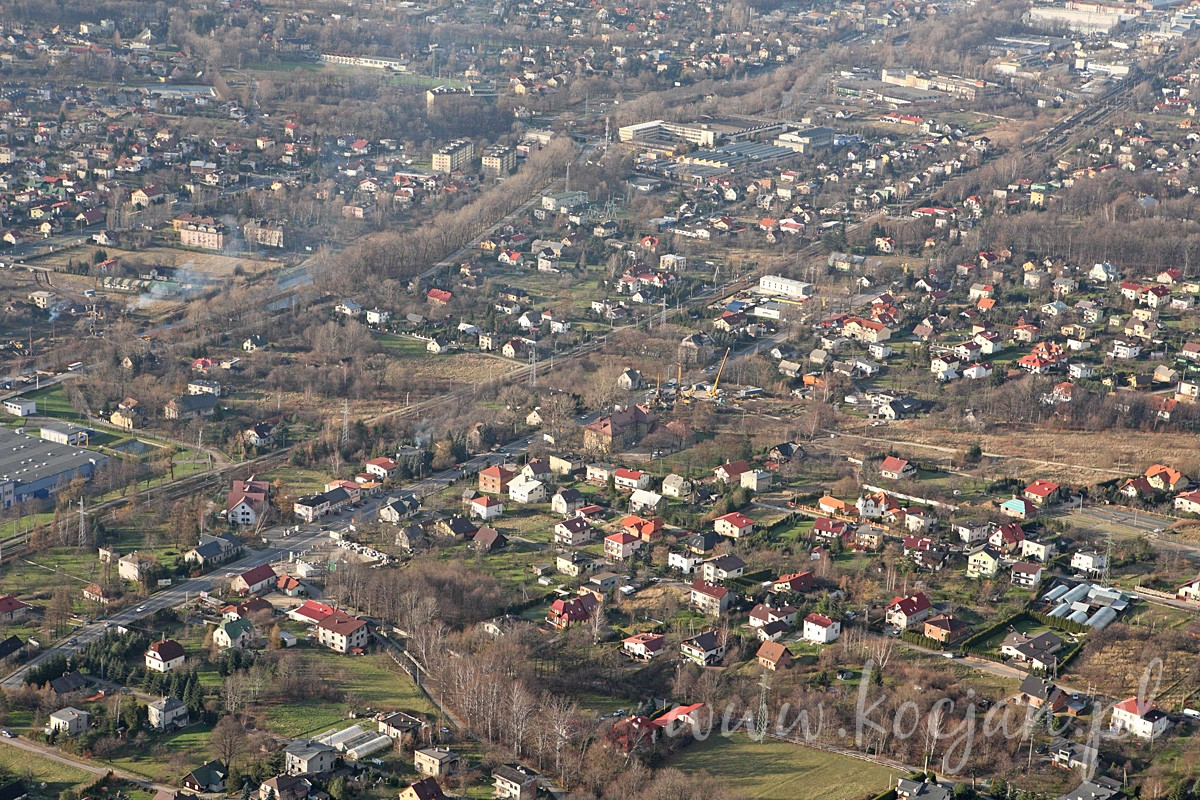
Centralna część Mikuszowic w początkowej fazie budowy obwodnicy (styczeń 2009)

W 1990 zabudowania jednostki wojskowej przy ulicy Willowej zostały przejęte przez bielską filię Politechniki Łódzkiej i dały początek kampusowi akademickiemu rozbudowanemu po usamodzielnieniu się uczelni pod nazwą Akademia Techniczno-Humanistyczna w 2001 (od 2023 Uniwersytet Bielsko-Bialski). Stopniowej rozbudowie ulegała w okresie PRL i w czasach najnowszych infrastruktura turystyczno-rekreacyjna Mikuszowic Śląskich, szczególnie w rejonie Błoń oraz przy ulicy Startowej, gdzie znajduje się Centrum Sportu Rekord i kąpielisko miejskie Start, z drugiej strony degradacji uległ tor saneczkowy. W 2000 otwarto przy ulicy Bystrzańskiej, w sąsiedztwie pałacyku Zipsera, czterogwiazdkowy Parkhotel Vienna, siedmiopiętrowy gmach charakterystyczny dla architektury postmodernistycznej. Ogromnym przekształceniom uległ krajobraz Mikuszowic w związku z budową północno-wschodniej obwodnicy Bielska-Białej (część drogi ekspresowej S1) w latach 2008–2011. Inwestycja wiązała się z wyburzeniem około 200 nieruchomości i była poprzedzona głośnymi prostestami społecznymi ciągnącymi się już od lat 90. XX wieku. Przy ulicy Przędzalniczej powstał kompleks Sal Królestwa Świadków Jehowy.

## Transport

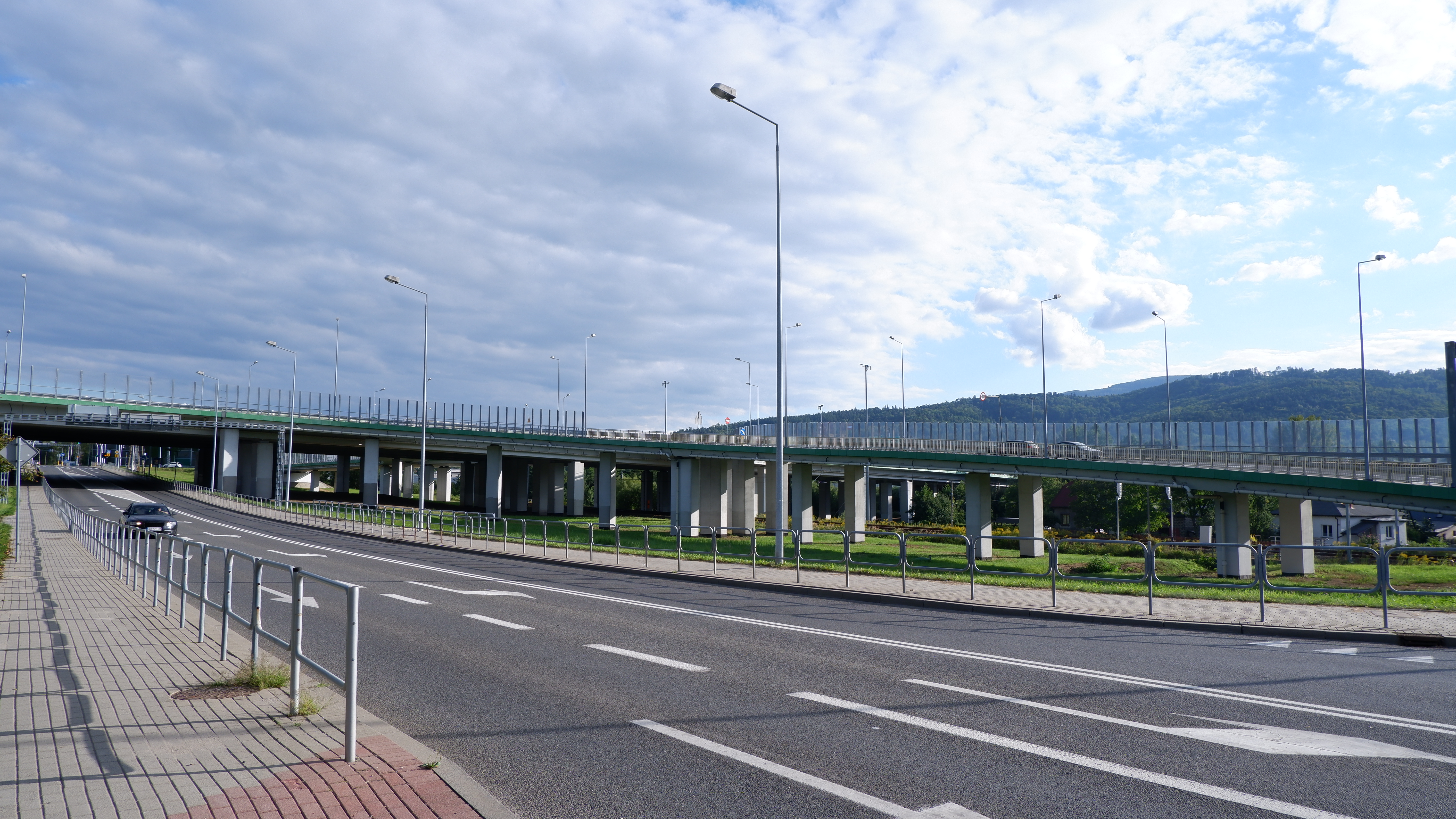
Ulica Żywiecka i węzeł Mikuszowice

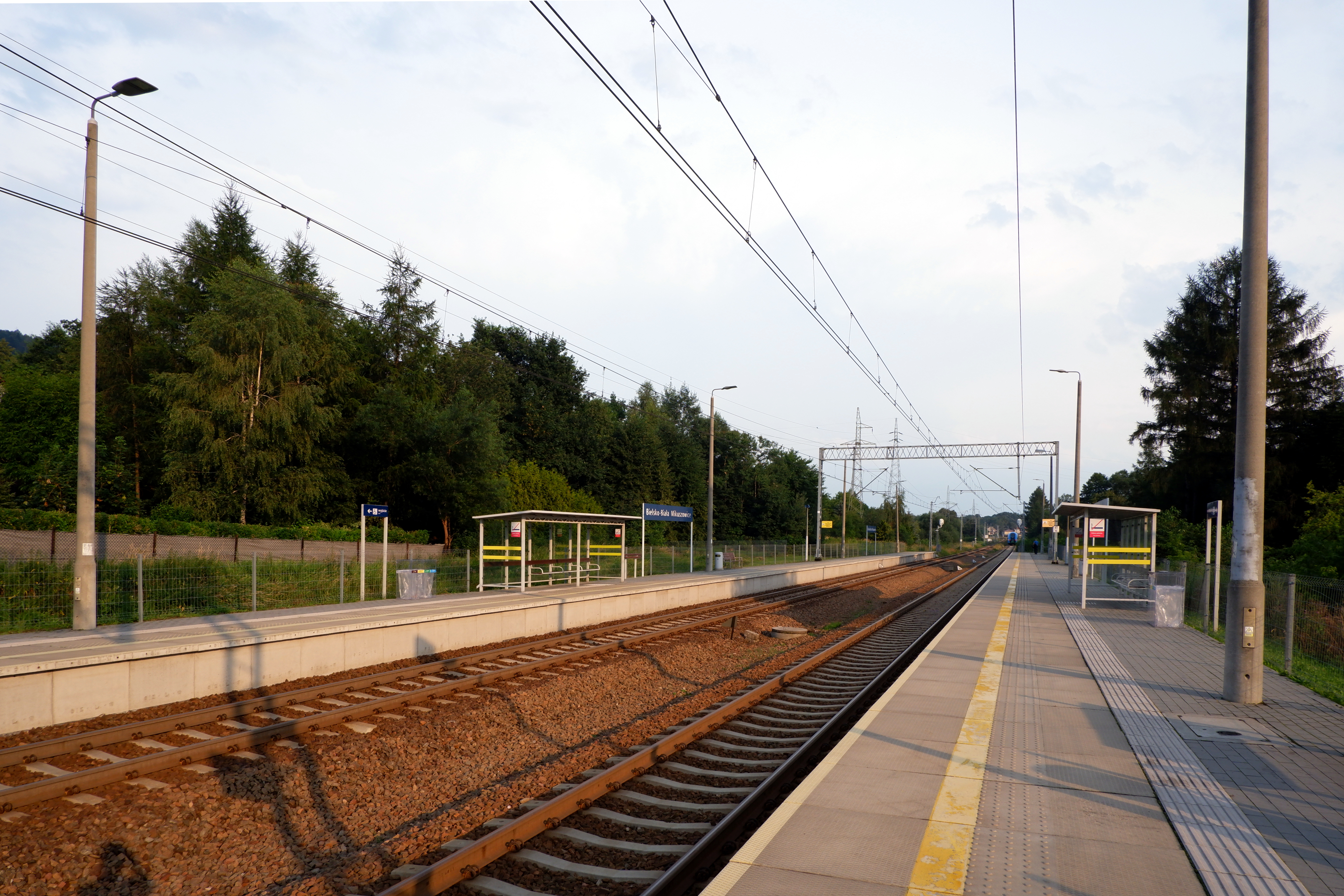
Przystanek kolejowy Bielsko-Biała Mikuszowice

Mikuszowice przecina północno-wschodnia obwodnica Bielska-Białej, która jest częścią drogi ekspresowej S1. W centralnej części dzielnicy znajduje się rozległy węzeł drogowy Bielsko-Biała Mikuszowice tworzący skrzyżowanie ekspresówki z ulicą Żywiecką i Bystrzańską, biegnącymi równolegle po dwóch stronach rzeki starymi drogami wylotowymi odpowiednio w kierunku Żywca oraz Szczyrku. Ulica Żywiecka jest historyczną osią urbanistyczną Mikuszowic Krakowskich, a Bystrzańska – Mikuszowic Śląskich. Obie stanowią na pewnych odcinkach część drogi wojewódzkiej nr 942, a Żywiecka na północ od węzła jest również fragmentem drogi krajowej nr 52. Poza wiaduktem ekspresówki połączenie drogowe pomiędzy obojgiem Mikuszowic zapewnia most imienia druha Piekiełki w ciągu ulicy księdza Jana Kusia (przy dawnej Bewelanie). Istnieje kilka kładek pieszych: naprzeciwko dawnego Krepolu, przy węźle drogowym oraz na południowych peryferiach niedaleko ośrodka jeździeckiego Stara Szmergielnia.
Do Mikuszowic Krakowskich docierają (stan 2022) linie autobusowe MZK Bielsko-Biała nr 2 (przystanek końcowy Mikuszowice Krakowskie, niektóre kursy wydłużone do Wilkowic) oraz 9 (przystanek końcowy Mikuszowice Dom Kultury), w obrębie dzielnicy w ciągu ulicy Żywieckiej umieszczone są cztery przystanki. Mikuszowice Śląskie w sensie węższym obsługują linie nr 10 i 12 (przystanek końcowy Mikuszowice Błonia ATH), 24 (przystanek końcowy Mikuszowice Śląskie) oraz 57 (do Bystrej), na ulicy Bystrzańskiej, Partyzantów i Szerokiej znajduje się w sumie sześć przystanków. W dzielnicy zatrzymują się również autobusy podmiejskie Komunikacji Beskidzkiej.
Przez Mikuszowice Krakowskie przebiega linia kolejowa nr 139 Kolejowa – Zwardoń z przystankiem Bielsko-Biała Mikuszowice, na której zatrzymują się pociągi osobowe Kolei Śląskich.